# Hilde Noppert
Hilde Noppert (januari 2001) is een Nederlands marathon- en langebaanschaatsster. 
In 2019 startte zij op het Wereldbekerkwalificatietoernooi schaatsen 2019/2020, en kwam ze uit de op Nederlandse kampioenschappen schaatsen afstanden 2020 - Massastart vrouwen.

## Records

### Persoonlijke records[2]
| Afstand    | Tijd    | Datum            | Baan       |
| ---------- | ------- | ---------------- | ---------- |
| 500 meter  | 41,36   | 10 februari 2019 | Heerenveen |
| 1000 meter | 1.20,73 | 10 februari 2019 | Heerenveen |
| 1500 meter | 2.04,89 | 3 december 2018  | Heerenveen |
| 3000 meter | 4.24,21 | 20 januari 2019  | Heerenveen |
| 5000 meter | 7.41,74 | 15 december 2019 | Alkmaar    |

## Resultaten
| Jaar | NK Allround             |
| ---- | ----------------------- |
| 2025 | NC19 (18e, 19e, 18e, -) |